# Narcisa Freixas
Narcisa Freixas i Cruells (Sabadell, 13 de diciembre de 1859-Barcelona, 20 de diciembre de 1926) fue una pintora, escultora y compositora española, una de las primeras mujeres en dedicarse a la composición musical en Cataluña.

## Trayectoria
Estudió pintura y escultura con Modest Urgell. Sin embargo, ella desarrolló interés por la música y hacia 1900, se dedicó a la música y fue discípula de Juan Bautista Pujol, Felipe Pedrell y Enrique Granados. Se casó con Miquel Petit, un médico que murió poco después, y también perdió a su hija a una edad temprana.
Después de 1900 Freixas publicó colecciones de canciones catalanas y canciones infantiles, y ayudó a la educación musical de niños en las escuelas de acogida en Barcelona. De las canciones infantiles publicó dos libros, que obtuvieron un premio en la Primera Fiesta de la Música Catalana en 1905 y otro en los Juegos Florales de Gerona en 1908.
En 1908 fundó la escuela Cultura Musical Popular, donde ella impartía solfeo, canto y danzas populares. Con el objeto de difundir la música popular, creó en esta escuela un coro con el que dio numerosos conciertos en asilos, hospitales, prisiones y centros obreros. El Ministerio de Instrucción Pública se interesó en este proyecto y la contactó para que llevara adelante uno similar en Madrid, en 1917 materializó este plan.
Su interés divulgativo y pedagógico, en el área de música popular, la lleva a crear la revista Biblioteca Juvenil de Cultura Musical Popular.

## Obras
Freixas compuso para voces e instrumentos y es conocida por sus canciones para niños. Algunas de sus obras:
- La font del romaní para voz y piano
- L'ametller ('A mig aire de la serra veig un ametller florit'), para voz y piano
- La barca ('La doncella baixa al riu al trenc de l'alba'), para voz y piano
- La son soneta, para voz y piano
- Primaveral ('On va el Sol de març revestit de festa?'), para voz y piano
- L'ombra de Natzaret ('Sentadeta va filant la Natsarena Maria'), para voz y piano
- Dolorosa ('Rient les penes fugen de quí les té'), para voz y piano
- Lo filador d'or ('N'hi ha un argenter a l'Argenteria'), para voz y piano
- Ai, l'esperança ('Era una tarda serena'), para voz y piano
- Cançons catalanes (1900)
- Cançons amoroses (1916)

Una colección de sus canciones infantiles en español se publicó en 1927, titulado Cançons d'Infants. Su música ha sido grabada y editada en CD.

## Premios y reconocimientos
- 1905: Premio de la Fiesta de la Música Catalana.
- 1908: Premio de los Juegos Florales de Gerona

### Discografía
- CD "Compositores catalanes. Generació modernista". Maria Teresa Garrigosa (soprano) i Heidrun Bergander (piano). La mà de guido. Dip.leg. B-45116-2008.

- CD "Narcisa Freixas (1859-1926) Piano integral". Ester Vela (pianista). La mà de guido. LMG 2161. Dip.leg. B-23421-2019.